# Microsoft Encarta
Microsoft Encarta was een digitale encyclopedie ontwikkeld en uitgegeven door Microsoft. Het werd voor het eerst uitgebracht in 1993 en de laatste versie, 2009, was beschikbaar tot 2011, toen de laatste website offline ging.
Encarta bood een uitgebreide verzameling artikelen, multimedia-inhoud en interactieve functies. De software was compatibel met verschillende versies van het Windows-besturingssystemen, waaronder Windows Vista, Windows XP en Windows 98.

## Geschiedenis
De eerste, Engelstalige versie verscheen in 1993. Een van de redenen dat men ervoor koos om een encyclopedie op cd-rom uit te brengen, waren de multimediamogelijkheden: muziek en dierengeluiden konden bijvoorbeeld makkelijk bijgevoegd en afgespeeld worden. Ook het feit dat men van het ene naar het andere artikel kan gaan met een hyperlink bleek een duidelijk voordeel ten opzichte van een papieren encyclopedie.
Sinds 1997 werd in samenwerking met de Winkler Prins encyclopedie een Nederlandstalige versie op de markt gebracht. Sinds 2001 zijn er drie verschillende versies uitgebracht: een 'uitgeklede' basiseditie, een luxe-editie (vergelijkbaar met de encyclopedie die er tot dan toe was) en een naslagbibliotheek die daarbovenop allerlei statistische informatie over landen heeft en een atlas. Die atlas was tot dan toe apart verkrijgbaar. Om te vermijden dat men vaak van cd-rom moet wisselen, werd Encarta later op dvd leverbaar.
Verder kreeg de Encarta naast de traditionele encyclopedische informatie rondleidingen langs archeologische vindplaatsen, wereldsteden en andere interessante plaatsen. Ook waren er eeuwartikelen met een overzicht van de wereldgeschiedenis in de afgelopen twintig eeuwen.
Net als andere niet-gratis encyclopedieën kreeg Encarta het moeilijk met de opkomst van het internet. Midden november 2008 besliste Microsoft de verkoop van de Encarta-encyclopedie stop te zetten, zowel voor de Nederlandstalige als Franstalige versie. De Nederlandstalige editie had toen ongeveer 60.000 artikelen. In maart 2009 liet Microsoft weten dat de online versies in oktober (voor de Japanse uitgave in december) 2009 zouden ophouden te bestaan. Volgens Microsoft kwam dit door de verandering in aanzien van traditionele encyclopedieën en de manier waarop mensen informatie zoeken.